# Пиетиля, Ууно
Ууно Пиетиля (фин. Uuno Pietilä; 1 августа 1905, Таммерфорс, Тавастгусская губерния — 10 декабря 1984, Тампере, Хяме) — финский конькобежец, серебряный призёр чемпионатов мира 1924 и 1925 годов, бронзовый призёр чемпионата Европы 1926 года, чемпион Финляндии в классическом многоборье (1925).

## Биография
Ууно Пиетиля дебютировал на чемпионате мира в 1924 году и сразу стал серебряным призёром. На следующий год он повторил это достижение. В 1924 году Ууно Пиетиля стал вторым стал на чемпионате Финляндии, а в 1925 году стал чемпионом. На чемпионате Европы Ууно Пиетиля участвовал два раза - в 1926 занял третье место, а на следующий год был лишь одиннадцатым.

## Спортивные достижения
| Год  | Чемпионат Европы | ЧМ многоборье |
| ---- | ---------------- | ------------- |
| 1924 | -                | 2             |
| 1925 | -                | 2             |
| 1926 | 3                | -             |
| 1927 | 11e              | 12e           |
| 1928 | -                | -             |
| 1929 | -                | -             |
| 1930 | -                | -             |
| 1931 | -                | 8e            |